# بولنيسي

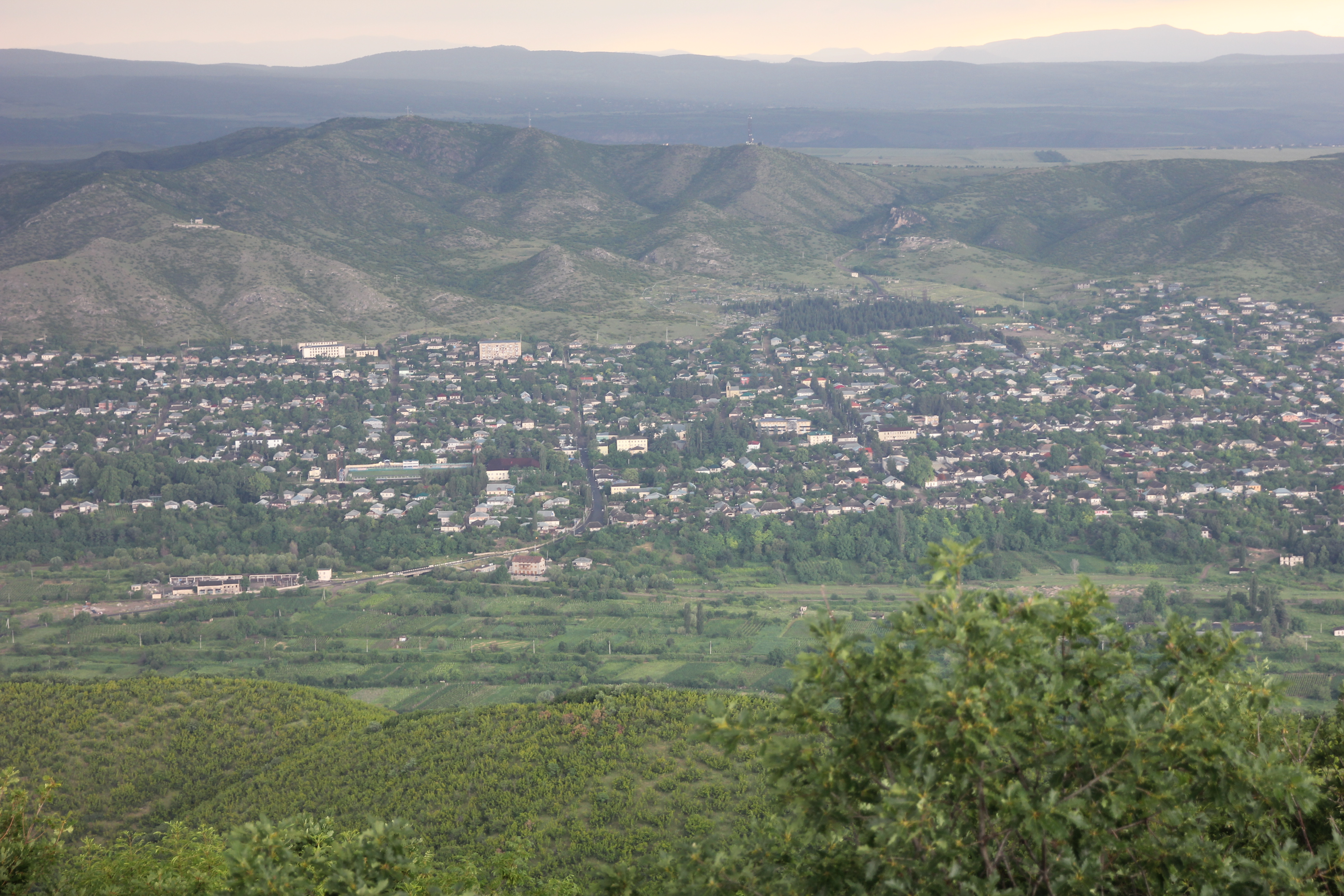
صورة لبولنيسي

بولنيسي (بالجورجية: ბოლნისი) هي مدينة في دولة جورجيا تقع في منطقة كفيمو كارتلي وعاصمة منطقة بولنيسي. ويقدر عدد سكانها حاليًا بنحو 13800 نسمة.